# Guerrilla del Ejército Libertador
La Guerrilla del Ejército Libertador fue un grupo armado argentino formado en 1959, siendo referente para otros grupos en el futuro, conduciendo acciones armadas en la ciudad de La Plata, siendo responsables de más de 30 operaciones militares entre 1969 y 1971, de carácter financiero o logístico. El grupo a pesar de su efímera existencia varios de sus militantes fueron a parar a otras organizaciones guerrilleras.

## Historia
El grupo puede ser descrito como una transición entre la primera etapa de la guerrilla en la Argentina, iniciada en 1959 con la experiencia de Uturuncos, y el surgimiento de las organizaciones político-militares de la década de 1970. En su intento de conformar un gran frente integrado por militantes de diversas tradiciones políticas, la experiencia del GEL constituye un jalón en la estructuración de nuevos modos de intentar crear una insurrección generalizada.
Este grupo intentaba crear una base social y confiar en la unidad de acción contra la dictadura basada en la lucha armada, más allá de la homogeneización ideológica de sus actores. Entre 1969 y 1971, se saben de intentos de debate y unidad de acción con diversas organizaciones, entre ellas el Dele-Dele, el llamado Grupo La Plata (Torres Molina) y las FAL.
El GEL surge en 1968 de la fusión de diferentes grupos, como el marxista Movimiento de Izquierda Revolucionaria Argentina (MIRA), el peronista Dele-Dele y la guevarista Brigada Massetti, proveniente de la frustrada experiencia del Ejército Guerrillero del Pueblo en la provincia de Salta. La marcada y laboriosamente buscada heterogeneidad en la identidad política de sus grupos originarios, hizo que para la guerrilla del Ejército Libertador la definición de un proyecto político fuera un problema secundario. En 1970 se llegó incluso a planificar la toma de un pueblo cerca de la ruta que unía las ciudades de Buenos Aires y La Plata, pero finalmente la conducción optó por asaltar la Cooperativa de Crédito de la localidad de San Martín.

### Actividades
En total se registraron alrededor de 30 acciones armadas, en las que las más importantes fueron el Asalto Sucursal de Correos y Telecomunicaciones ($1 800 000 en dinero y estampillas), un asalto Registro Civil Sección Segunda donde documentos en blanco y en tramitación fueron sustraidos, el Asalto Ministerio de Asuntos Agrarios,Estación Ferroviaria "Villa Elisa" (llevándose alrededor de $1,200,000 Pesos argentinos). También cabe resaltar el asalto Finca Comisario Policial Federal y al Centro Cultural de la Alianza Francesa: revólveres y municiónes además dos fusiles Mauser, asalto a la Fábrica de pelucas en la Loma donde se sustrajeron 70 pelucas y a la Cochera Berazategui llevándose tres automóviles.
El 6 de septiembre de 1970 el Sargento Ayudante Esteban Yanibelli ascendió a un tren para concurrir a su domicilio y se ubicó en un vagón donde solo había tres o cuatro personas. Sorpresivamente irrumpieron cuatro sujetos armados, que desplazaron a los pasajeros al fondo del coche. Mientras uno de ellos le disparaba haciéndolo caer, otro militante, abre fuego con una pistola ametralladora, alcanzándolo con varios impactos rematandolo y hurtando su arma reglamentaria, mientras tomaba el tren hacia su domicilio cerca de la La Plata, Buenos Aires.
Ya entrado los años 70´s el grupo comenzó a fragmentarse y algunas facciones quisieron salir de la clandestinidad, diciendo "Durante el período de discusión interna, la Dirección no pierde ninguna de las atribuciones que le son propias para conducir la marcha orgánica, política y militar de la Organización. Actualmente y hasta tanto la discusión política se resuelva, sigue en pie la línea política trazada por el GEL en su documento político".
El grupo experimento en esta etapa de crisis interna donde algunas características eran la falta de disciplina, el enfrentamiento entre militantes más veteranos con los más novatos e ideas más radicales (inclusive empezando debates internos relacionados con temas como el machismo, relaciones entre miembros del grupo e igualdad de oportunidades), además de la ruptura en la cadena de mando. En un comunicado el grupo manifestó "Todos estos errores que pueden llegar a tener consecuencias gravísimas para nuestro funcionamiento de no ser superados en forma inmediata debemos asumirlos desde ya y encarar nuestro trabajo con absoluta responsabilidad revolucionaria. El relajamiento de los mecanismos internos nos involucra a todos. Es mayor la responsabilidad que cabe a los compañeros que desempeñan los niveles directivos (es decir, los compañeros de dirección y los responsables de célula)".
Este debate interno se da en el desgaste del gobierno de Juan Carlos Onganía se había producido gracias a la escalada de protestas sociales que culminó con el Cordobazo en 1969, pero el golpe de gracia se lo dio el secuestro y posterior asesinato del expresidente de facto Pedro Eugenio Aramburu por parte de Montoneros. El acontecimiento fue celebrado en buena parte de las filas peronistas, pero en varios grupos iba a ser vista con suspicacia, o sería fuente de numerosas discusiones.